# Will It Ever Come to This
Will It Ever Come to This è un cortometraggio muto del 1911 prodotto dalla Lubin Manufacturing Company. Il nome del regista non viene riportato nei credit del film, interpretato da Noah Reynolds.

## Trama
Sposati dal 1920, il signor e la signora Sarah Jane Brown consumano in cucina la prima colazione che viene servita dal marito. Una delle figlie schiaffeggia uno dei fratelli, un timido tredicenne spaventato. La signora Brown, in abiti molto maschili, sgrida il marito perché il caffè ormai è freddo. Lui, tremando, scoppia in lacrime e fugge in cucina. Lei, rabbiosa, prende il cappotto e se ne esce per andare al lavoro sbattendo la porta.
In ufficio, la signora Brown corteggia il suo giovane stenografo. A casa, il marito lava, pulisce, spazza; poi esce di casa per andare a spettegolare con l'amico. Lei, al club, fuma, beve e gioca a carte.
Un giorno, prima che la moglie vada in ufficio, Brown le chiede del denaro per comperarsi un vestito e delle scarpe visto che le sue sono logore e consunte. La signora Brown gli ride in faccia, schioccando le dita. Poi esce, mentre il povero Brown si mette a piangere. Il dolce Willie, il figlio più grande, viene portato all'altare dalla madre che lo consegna alla moglie, una bella signora, mentre le campane suonano per festeggiare le nozze.

## Produzione
Il film fu prodotto dalla Lubin Manufacturing Company.

## Distribuzione
Distribuito dalla General Film Company, il film - un cortometraggio di 225 metri - uscì nelle sale statunitensi il 16 gennaio 1911. Il film è stato distribuito utilizzando il sistema dello split reel assieme alla commedia Easy Coin, anch'essa prodotta dalla Lubin.